# Алайский хребет
Ала́йский хребе́т (кирг. Алай кыркы, тадж. Қаторкӯҳи Олой) — горный хребет Памиро-Алайской горной системы в Киргизии и частично в Таджикистане. Высота до 5539 метров. Разделяет Ферганскую и Алайскую долины.
Длина гранито-габбрового Алайского хребта, между Зеравшанским горным узлом на западе и 74°48' в. д. на востоке около 400 километров; хребет почти на всём протяжении покрыт вечным снегом и изобилует ледниками, особенно на западе. Общая площадь оледенения 568 км².
Характерен высокогорный рельеф с альпийскими формами в гребневой части. Сложен толщами песчано-глинистых пород и кристаллических сланцев. Северные склоны пологи и заключают ряд продольных долин. Южные круто обрываются к Алайской долине. В предгорьях полупустынная растительность. На склонах сухие ковыльно-типчаковые степи, луговостепная растительность и арчёвые леса (на высоте 2000—3200 м), которые сменяются альпийскими лугами.
На памятнике Обишир-5 на северных склонах Алайского хребта археологи нашли несколько тысяч каменных орудий и украшений. Самый древний культурный слой в Обишире, содержащий сделанные ударным, а не отжимным способом орудия имеет возраст около 23 тысяч лет назад. Исследование ДНК образцов Ovis aries из пещеры Обишир-5 показало, что в шестом тысячелетии до нашей эры эти экземпляры были домашними — их генетические линии (гаплогруппа А) находятся в пределах генетического разнообразия линий одомашненных овец. Анализ цемента неповреждённых зубов предполагает возможный пастбищный убой в осенний сезон. Жившие в Обишире люди начали выпасать овец, коз и крупный рогатый скот по крайней мере 4300 лет назад. Молочный зуб ребёнка, найденный в Обишире, оказался средневековым — 1185—1290 годы.